# Audincthun
Audincthun (ndl.: Odingten) ist eine französische Gemeinde mit 680 Einwohnern (Stand: 1. Januar 2022) im Département Pas-de-Calais in der Region Hauts-de-France. Sie gehört zum Arrondissement Saint-Omer und zum Kanton Fruges.

## Geographie
Die Gemeinde Audincthun liegt an der oberen Lys, etwa 19 Kilometer südsüdwestlich von Saint-Omer. Umgeben wird Audincthun von den Nachbargemeinden Dohem im Norden, Coyecques im Nordosten, Dennebrœucq im Osten, Mencas im Südosten, Radinghem im Süden, Coupelle-Vieille im Südwesten, Renty im Südwesten und Westen, Fauquembergues im Westen sowie Saint-Martin-d’Hardinghem im Nordwesten. Im Westen und Norden des Gemeindegebietes von Audincthun stehen sieben Windkraftanlagen als Teil zweier interkommunaler Windparks.

## Einwohnerentwicklung
| Jahr                       | 1962 | 1968 | 1975 | 1982 | 1990 | 1999 | 2006 | 2013 | 2022 |
| -------------------------- | ---- | ---- | ---- | ---- | ---- | ---- | ---- | ---- | ---- |
| Einwohner                  | 567  | 555  | 543  | 563  | 578  | 574  | 641  | 638  | 680  |
| Quellen: Cassini und INSEE |      |      |      |      |      |      |      |      |      |

## Sehenswürdigkeiten
- Kirche Saint-Pierre aus dem 15. Jahrhundert im Ortsteil Wandonne
- Kirche Saint-Nicolas aus dem 18. Jahrhundert
- Kapelle Sainte-Soyette
- Pumpstation aus dem Zweiten Weltkrieg (um 1943) für die Abschussrampe einer V1, Monument historique seit 2012

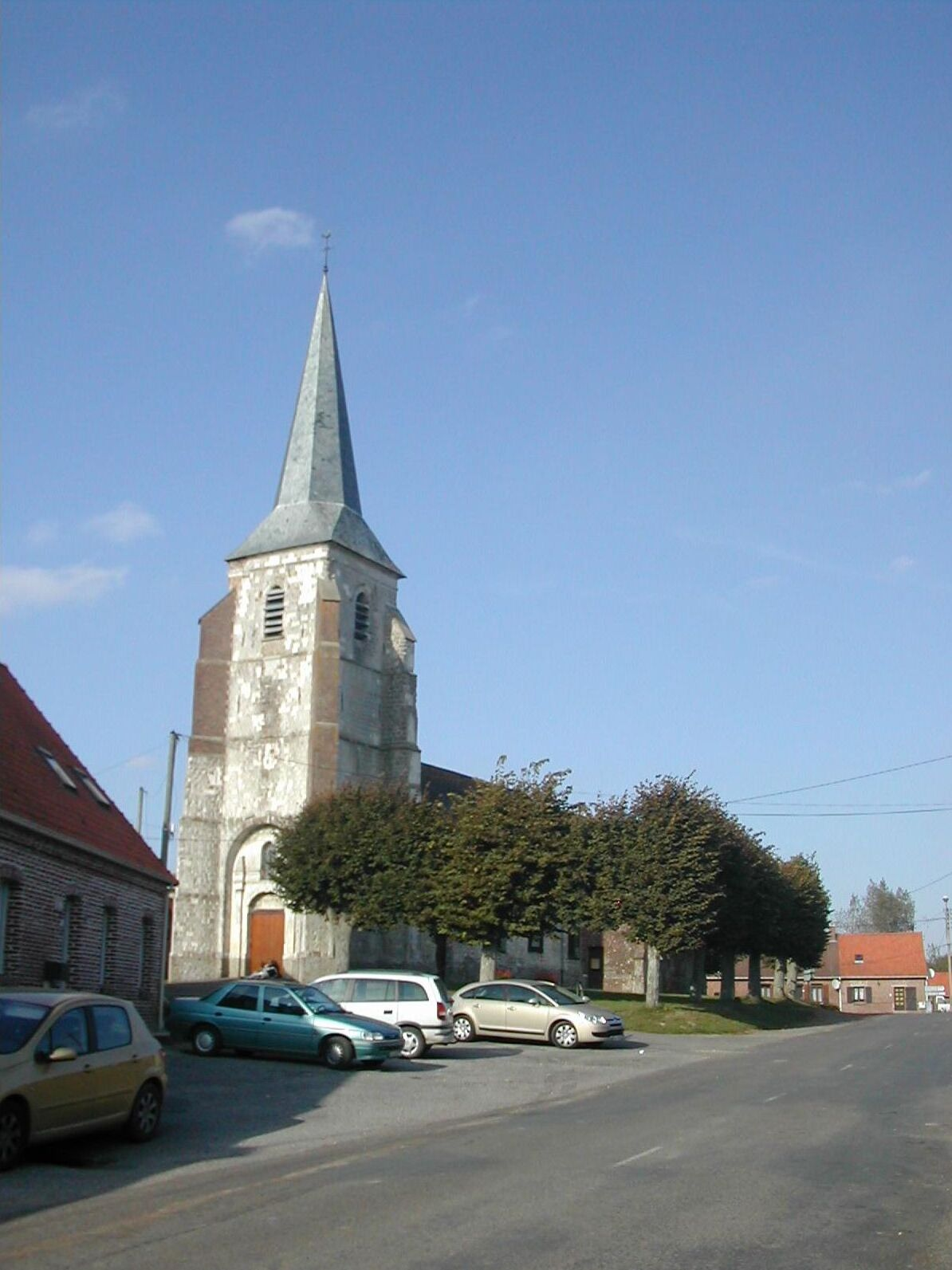
Kirche Saint-Nicolas
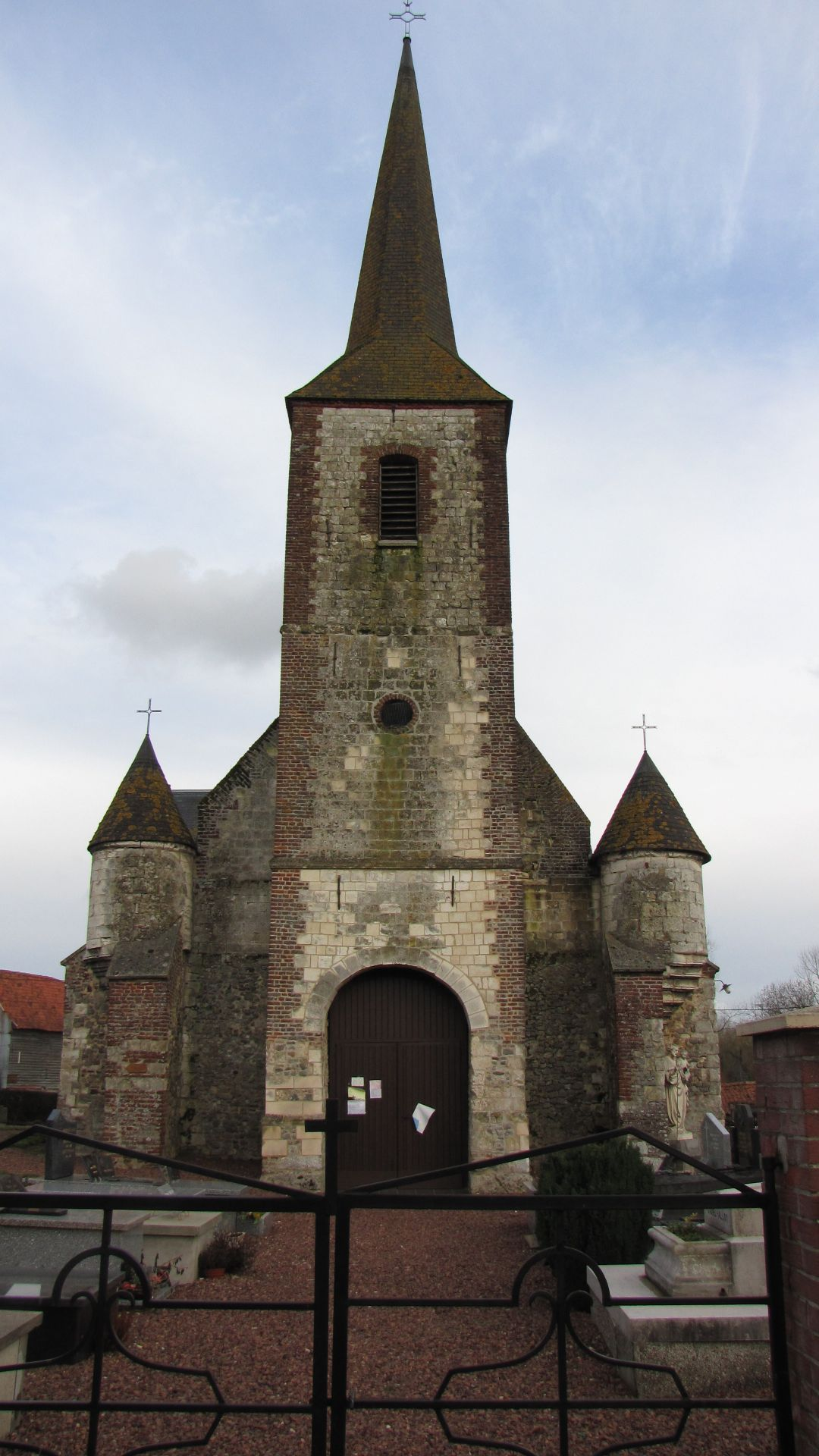
Kirche Saint-Pierre